# Япа-Адда
Япа-Адда (Япа-Гадді, Япа-Адад) (д/н — 1350-ті до н. е.) — цар міста-держави Беріт в 1-й пол. XIV ст. до н. е.

## Життєпис
Про попередників відсутні якісь відомості. Відомо лише, що з часів фараона Тутмоса III місто визнавало зверхність Єгипту. Япа-Адда, посівши трон, також підтвердив вірність фараонам.
Основні відомості про нього містяться в листах амарнського архіву. У двох листах (EA 97—EA 98) цар Беріту просив своїх адресатів з числа наближених до фараона осіб інформувати Ехнатона про те, що його сильно утискає Абдаширта, цар Амурру. Япа-Адда благав тих клопотати перед фараоном про надання Беріту військової допомоги. Яку відповідь був на ці прохання, невідомо. Втім дослідники припускають, що Япа-Адда не отримав допомоги або вона була незначною. У відповідь цар Беріту уклав союз Абдаширтою.
В розвиток відносин з Амурру не виконав наказ Ехнатона допомогти Біблу у протистоянні з Абдаширтою. Натмоість Япа-Адда приєднався до коаліції Амурру та Зімр-Аддою II, царем Сідона, спрямованим проти Ріб-Адда, царем Бібла, що був головним оплотом Єгипту в Фінікії. Невдовзі захопив захопив 2 біблські торгові судна.
Постутово цар Беріта відкрито виступив проти єгиптян. Спільно з флотом Тіра і Сідона допоміг Азіру, царю Амурру, захопити Сіміру. Потім перехопив біблського посланця до фараона. Згодом захопив доньку Ріб-Адди, яку той відправив до гарему Ехнатона. Також привласним скарби, що везла донька біблського царя.
Поме десь у 1350-х роках до н. е. Йому спадкував син Аммуніра.